# Cruzada veneciana
La cruzada veneciana de 1122-1124 fue una cruzada a Tierra Santa lanzada por la república de Venecia que logró capturar la ciudad de Tiro. Fue una victoria importante al comienzo de un período en que el reino de Jerusalén se expandiría hasta su mayor extensión bajo el rey Balduino II. Los venecianos obtuvieron valiosas concesiones comerciales en Tiro. A través de incursiones en el territorio del Imperio bizantino, tanto en el camino a Tierra Santa como en el viaje de regreso, los venecianos obligaron a los bizantinos a confirmar, así como a ampliar, sus privilegios comerciales con el imperio.

## Preparación
Balduino de Bourg era sobrino de Balduino I de Jerusalén y conde de Edesa desde 1100 hasta 1118. En 1118 murió su tío y él ascendió al trono como Balduino II de Jerusalén. En la batalla de Ager Sanguinis, disputada cerca de Sarmada el 28 de junio de 1119, las fuerzas de Ilghazi, el señor de Mardin infligieron a los francos una aplastante derrota. Ese mismo año, Balduino recuperó parte del territorio que se había perdido como consecuencia del descalabro, pero los francos quedaron seriamente debilitados. Balduino pidió ayuda al papa Calixto II. El papa envió la solicitud a Venecia.
Los términos de la cruzada se acordaron mediante negociaciones entre los enviados de Balduino II y el dux de Venecia. Una vez que los venecianos decidieron participar, el papa Calixto II les envió su estandarte papal para expresar su aprobación. En el Primer Concilio de Letrán confirmó que los venecianos gozaban de privilegios cruzados, incluida la remisión de sus pecados. La iglesia también extendió su protección a las familias y propiedades de los cruzados.
En 1122, el dux de Venecia, Domenico Michiel, emprendió la cruzada marítima. La flota veneciana de más de ciento veinte barcos que transportaban a más de quince mil hombres zarpó de la laguna veneciana el 8 de agosto de 1122. Esta parece haber sido la primera cruzada en la que los caballeros llevaron consigo sus caballos. Cercaron Corfú, entonces en poder del Imperio bizantino, con el cual Venecia tenía una disputa sobre privilegios. En 1123, Balduino II fue capturado por Balak de Mardin, emir de Alepo, y fue encarcelado en Jarput; Eustaquío de Grenier asumió la regencia de Jerusalén. Los venecianos abandonaron el asedio de Corfú cuando recibieron la noticia pusieron rumbo a Tierra Santa; llegaron a la costa palestina en mayo de 1123.

## Batalla de Jaffa

Tierra Santa hacia 1100

La flota veneciana llegó a Acre a fines de mayo y fue informada acerca de una flota fatimí, de alrededor de cien velas, que navegaba hacia Ascalón para ayudar al emir Balak en su asedio. Entonces la flota veneciana navegó hacia el sur para encontrarse con ella y el dogo Michele ordenó la división de la flota en dos partes; la fuerza más débil iba en vanguardia y la más fuerte escondida detrás con la intención de atraer a la flota enemiga y evitar que arribase a Ascalón. Los egipcios cayeron en la trampa suponiendo que obtendrían una victoria fácil y quedaron atrapados entre las dos escuadras venecianas en inferioridad numérica. Unos cuatro mil sarracenos fueron murieron en la batalla, incluido el almirante fatimí, y nueve buques capturados junto con los venecianos, que sumaron a su triunfo la captura de diez buques mercantes en ruta de regreso a Acre. Tanto Fulquerio de Chartres (Libro III / 20) como Guillermo de Tiro (Libro XII / 22-23) recogieron el evento.

En esto, los otros barcos siguieron apresuradamente y cayeron casi todas las otras naves enemigas a su alrededor. Comenzó una batalla feroz, ambos bandos lucharon con gran amargura, y hubo tantos muertos, que los que estaban allí, te aseguro enfáticamente por improbable que parezca, que los vencedores vadearon en la sangre del enemigo y el mar circundante se tiñó rojo de la sangre que fluía desde los barcos, hasta un radio de dos mil pasos. Pero las costas, dicen, estaban tan cubiertas con los cadáveres que fueron expulsados del mar, que el aire estaba contaminado y la región circundante contrajo una plaga. Por fin, la lucha continuó hombre a hombre, y lo más acalorado de un lado estaba tratando de avanzar, mientras que el otro lado trataba de resistir. Finalmente, sin embargo, los venecianos salieron con la ayuda de Dios victoriosos.
On this the other ships followed in haste and fell almost all the other enemy ships around. A fierce battle commenced, both sides fought with great bitterness, and there were so many killed, that those who were there, most emphatically assure you as unlikely as it may sound, that the victors waded in the enemy's blood and the surrounding sea was dyed red from the blood that flowed down from the ships, up to a radius of two thousand steps. But the shores, they say, were so thickly covered with the corpses that were ejected from the sea, that the air was tainted and the surrounding region contracted a plague. At lengths the fight continued man against man, and most heatedly one side was trying to advance while the other side tried to resist. Finally, however, the Venetians were with God's help victorious
 Guillermo de Tiro

## Asedio de Tiro
El 15 de febrero de 1124 los venecianos y los francos comenzaron el asedio de Tiro. El puerto de Tiro, ahora en el Líbano, era parte del territorio de Toghtekin, el atabeg de Damasco. El ejército latino estaba dirigido por el patriarca de Antioquía, el dux de Venecia, Ponce, el conde de Trípoli y Guillermo I de Bures, el condestable del rey.
Los venecianos y los francos construyeron torres de asedio y máquinas que podían arrojar piedras para destrozar las murallas de la ciudad. Los defensores de Tiro también construyeron ingenios para lanzar proyectiles a las torres de asedio. A medida que el asedio se fue extendiendo, los ciudadanos comenzaron a quedarse sin comida y enviaron llamadas urgentes para pedir ayuda. Balak murió mientras sitiaba la ciudad de Hierápolis. Toghtekin avanzó hacia Tiro, pero se retiró sin luchar cuando las fuerzas del conde Pons de Trípoli y el condestable Guillermo acudieron a enfrentarse a él. Toghtekin envió emisarios en junio de 1124 para negociar la paz. Después de largas y difíciles discusiones, se acordó que los términos de la rendición incluirían permitir que los que quisieran abandonar la ciudad pudiesen llevar consigo a sus familias y propiedades, mientras que aquellos que prefiriesen quedarse conservasen sus casas y posesiones. Esto no gustó a algunos de los cruzados, que querían saquear la ciudad.
Tiro se rindió el 29 de junio de 1124. Después de que las fuerzas cruzadas entraran en la ciudad, según Guillermo de Tiro,

Admiraban las fortificaciones de la ciudad, la fortaleza de los edificios, las enormes murallas y las altas torres, el puerto noble tan difícil de acceder. Sólo alababan la perseverancia resuelta de los ciudadanos que, a pesar de la presión del hambre terrible y la escasez de suministros, habían sido capaces de evitar la rendición durante tanto tiempo. Cuando nuestras fuerzas tomaron posesión de la plaza, encontraron solo cinco medidas de trigo en la ciudad.
They admired the fortifications of the city, the strength of the buildings, the massive walls and lofty towers, the noble harbour so difficult of access. They had only praise for the resolute perseverance of the citizens who, despite the pressure of terrible hunger and the scarcity of supplies, had been able to ward off surrender for so long. For when our forces took possession of the place they found only five measures of wheat in the city.
Guillermo de Tiro

## Consecuencias
Balduino II estuvo en cautiverio durante la conquista de Tiro, pero fue liberado ese mismo año. Inmediatamente infringió las condiciones de su liberación. Otorgó a los venecianos amplios privilegios comerciales en Tiro, y así se aseguró de que mantuvieran una presencia naval en el Oriente mediterráneo. El privilegio incluía garantías de derechos de propiedad para los herederos de los venecianos que habían naufragado o muerto en Tiro.
Muchas de las personas que dejaron Tiro se mudaron a Damasco. Balduino II reanudó las hostilidades contra Alepo y Damasco, y obtuvo el tributo de ambos estados. Bajo Balduino II, el reino de Jerusalén alcanzó su máxima extensión. Tiro prosperó como parte del reino de Jerusalén. Cuando el sacro emperador romano Federico I Barbarroja murió durante la Tercera Cruzada, fue enterrado en la catedral de Tiro. La ciudad fue conquistada y destruida por los mamelucos en 1291.
La flota veneciana pasó por el mar Egeo en el viaje de regreso. Los venecianos nuevamente saquearon las islas griegas. Los griegos se vieron obligados a abandonar la disputa y confirmar los privilegios comerciales de Venecia.